# 新都計画
株式会社新都計画（しんとけいかく）は、大阪市中央区に本社を置く、不動産開発事業（主に設計業務）を行う会社である。

## 概要
設計・施工物件は医療施設の他、福祉・介護施設が多いが、一般の商業施設、分譲・賃貸マンションなども手掛けている。
設計に携わった物件（岸和田徳洲会病院）が大阪・心ふれあうまちづくり賞第10回受賞作品奨励賞に選出されている。
2010年（平成22年）大阪市に本社を置く信和建設株式会社のグループ会社となる。2015年（平成27年）からは自社開発事業も進める。
2020年（令和2年）信和グループとして10年目を契機に、設計以外に施工の分野にも展開。

## 沿革
- 1974年：大阪市北区（当時）にて創業（一級建築士事務所新都計画）
- 1982年：設立（株式会社 新都計画）。資本金200万円
- 1986年：大阪市東区（当時）高麗橋に移転
- 1993年：資本金1,000万円に増資
- 2003年：ISO9000:2000認証取得
- 2010年：大阪市中央区瓦町に移転
- 2010年：信和建設株式会社のグループ会社となる
- 2011年：豊中市大島町に移転
- 2015年：資本金2,000万円に増資。特定建設業認可取得
- 2018年：大阪市中央区南船場へ移転

## 設計した主な建造物
- 湘南鎌倉総合病院
- 東京西徳洲会病院
- 札幌徳洲会病院
- 徳洲会ソフィア病院（ブルガリア）
- 葉山ハートセンター
- 大垣徳洲会病院
- 山形徳洲会病院
- 岸和田徳洲会病院
- 八尾徳洲会病院
- 野崎徳洲会病院
- 出雲徳洲会病院
- 独立行政法人 国立病院機構 賀茂精神医療センター
- 独立行政法人 国立病院機構 別府医療センター
- 塩田病院
- 鎌ヶ谷総合病院
- メディカルフィットネス スパ ラヴィータ
- 介護老人保健施設 まつど徳洲苑
- 特別養護老人ホーム つるみね
- 特別養護老人ホーム 小坂の郷
- 有料老人ホームアンリ南福岡
- シニアスタイル尼崎
- シニアスタイル武庫之荘
- シニアスタイル西宮北口
- あんしんライフ守口
- 新町保育園
- 城山台こども園
- FrontField 天王寺
- CUORE
- LaGRACE 福島
- スプランディッド安土町
- ドルチェヴィータ伊丹西台
- ドルチェヴィータ荒本
- スプランディッド本町東
- スプランディッド新大阪キャトル
- スプランディッド新大阪South